# Norrhassel

Norrhassel (dial.Nôrhassel) är en by i Attmars socken, Medelpad. Byn kallas även Hassel. 
Bynamnets betydelse och ursprung är ej klarlagt även om det finns en rad förklaringsmodeller. Dessa går att tolkas parallellt med förklaringen för Hassela socken i Hälsingland.